# Ostermann (Automarke)

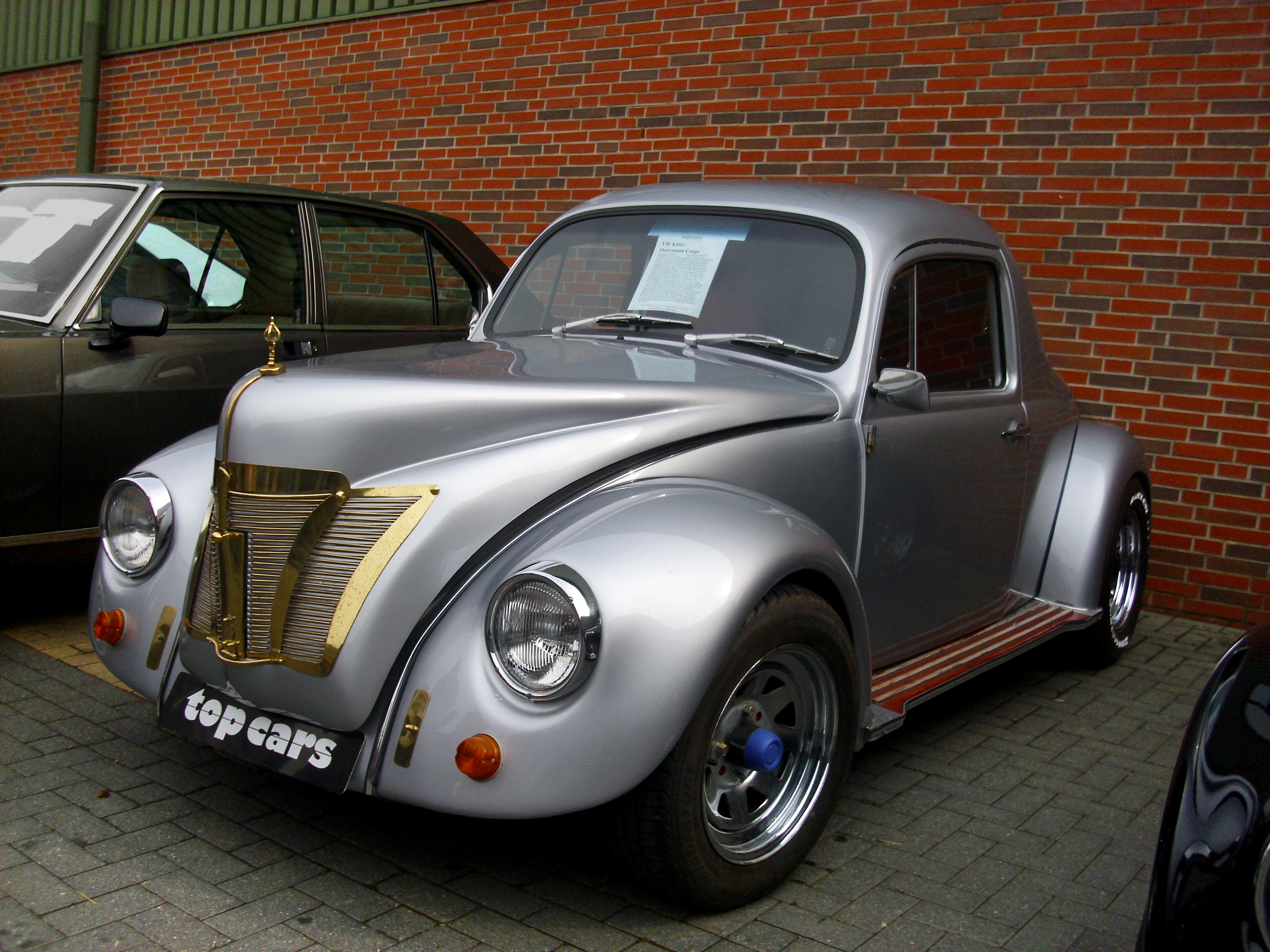
Ostermann Coupe 40: zweisitziges Coupé auf VW-Käfer-Basis mit GFK-Fronthaube im Stil des Ford V8 von 1940

Ostermann ist eine ehemalige deutsche Automobilmarke; unter ihr wurden von 1984 bis zumindest 2013 verschiedene Pkw-Modelle entworfen und zeitweilig als Komplett-, überwiegend jedoch als Bausatzfahrzeuge hergestellt und vermarktet. Bis 1989 basierten alle Modelle auf VW-Käfer-Technik, ehe vorübergehend auch Modelle auf Basis frontgetriebener Volkswagen-Pkws hinzukamen; 1993 ergänzte ein Cabriolet auf Basis des ursprünglich in der DDR gebauten Trabant das Angebot. Die Produktionszahlen lagen insgesamt mindestens im vierstelligen Bereich.

## Geschichte

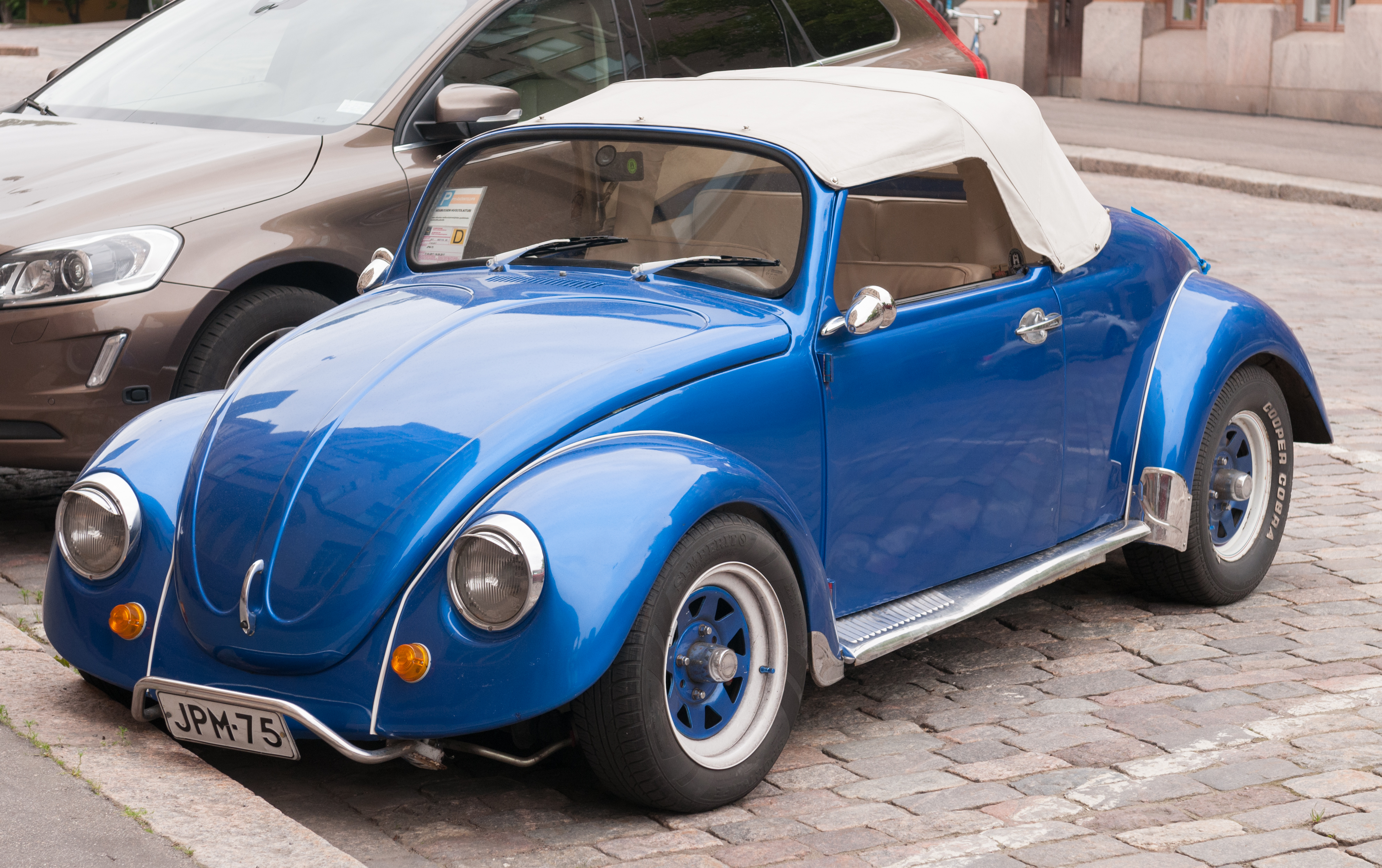
Typischer Umbau zum zweisitzigen VW-Käfer-Speedster im „California-Look“ (weißes Verdeck, individuelle helle Innenausstattung, Sportfelgen und Breitreifen), wie er ab 1984 auch als Ostermann Speedster entstand

### Initiator
Gründer und Namensgeber war Holger Ostermann. Er wurde gegen Mitte/Ende der 1950er-Jahre geboren, hatte ursprünglich das Augenoptiker-Handwerk erlernt und war zuletzt im niedersächsischen Osnabrück ansässig. Im Jahr 1976 lebte er vorübergehend im US-Bundesstaat Kalifornien, wo bereits eine lebendige Custom-Car- und Hot-Rod-Szene bestand. Dort sah er, wie normale VW-Käfer-Limousinen durch Abtrennen des Daches (und Verstärken des Chassis) kostengünstig zum Cabrio umgebaut wurden. Zurück in Deutschland und kurz nachdem er die Fahrerlaubnis erlangt hatte, baute Ostermann um 1978 aus Kostengründen ein erstes Cabriolet für sich auf. Hobbymäßig folgten dem weitere nach, ehe er sich ab den frühen 1980er-Jahren beruflich damit befasste.
Auch außerhalb des Automobilbereichs interessierte sich Ostermann für Technik: Spätestens ab 2005 war er auf dem Flugplatz Osnabrück-Atterheide als Hobbypilot im Aero-Club Osnabrück e. V. aktiv und unternahm unter anderem Rundflüge mit Passagieren über Osnabrück und die Umgebung; der Flugplatz liegt nahe der Betriebsstätte, die Ostermann Anfang der 1990er-Jahre in der Siedlung Atterfeld des Osnabrücker Vorortes Atter unterhielt. Der Flugplatz war auch wiederholt Kulisse für die vom Hersteller veröffentlichten Fotos seiner Fahrzeugmodelle, speziell des GR-California.

### Hintergründe
Ausgehend von einzelnen Bundesstaaten der Vereinigten Staaten waren in den 1970er-Jahren weltweit zunehmende Bedenken gegen die Sicherheit offener Personenwagen aufgekommen, speziell bei Verkehrsunfällen mit seitlichem Überschlag. Viele Großserienhersteller von Automobilen stellten daher Ende der 1970er- bis Mitte der 1980er-Jahre die Fertigung von Cabriolets und Roadstern aus Sorge vor einer möglichen Produkthaftung mit hohen Schadensersatz- und Schmerzensgeldforderungen ein. So endete beispielsweise die Serienproduktion des viersitzigen VW-Käfer-Cabriolets (Typ 15) bei Karmann, ebenfalls in Osnabrück, im Januar 1980. Die wenigen neuen offenen Modelle versahen die Großserienhersteller meist mit Überrollbügeln, die (zunächst) vielen Kunden aus optischen Gründen sowie während der Fahrt wegen der erhöhten Windgeräusche missfielen und die die Fahrzeuge verteuerten. So wurde das neue, ab März 1979 angebotene VW-Golf-Cabriolet wegen des Überrollbügels vielfach abwertend als „Henkelmann“ oder – wegen der oft roten Lackierung – als „Erdbeerkörbchen“ verspottet. Für mehrere Jahre ließ die Kundennachfrage nach offenen Großserienfahrzeugen, auch mangels neuer Modelle, stark nach. Parallel konnten sich jedoch neue Hersteller, insbesondere Umbauspezialisten etablieren, die wie Ostermann Kleinserien, Einzelfertigungen nach Kundenwunsch und Bausätze anboten. Zudem entstand nun auch in der Bundesrepublik Deutschland und allgemein in Westeuropa eine vielfältige Fahrzeugtuning-Szene; sie trug den vermehrten Kundenwünschen Rechnung, Automobile über das Standardangebot der Großserienhersteller hinaus zu individualisieren.

### Unternehmensgeschichte

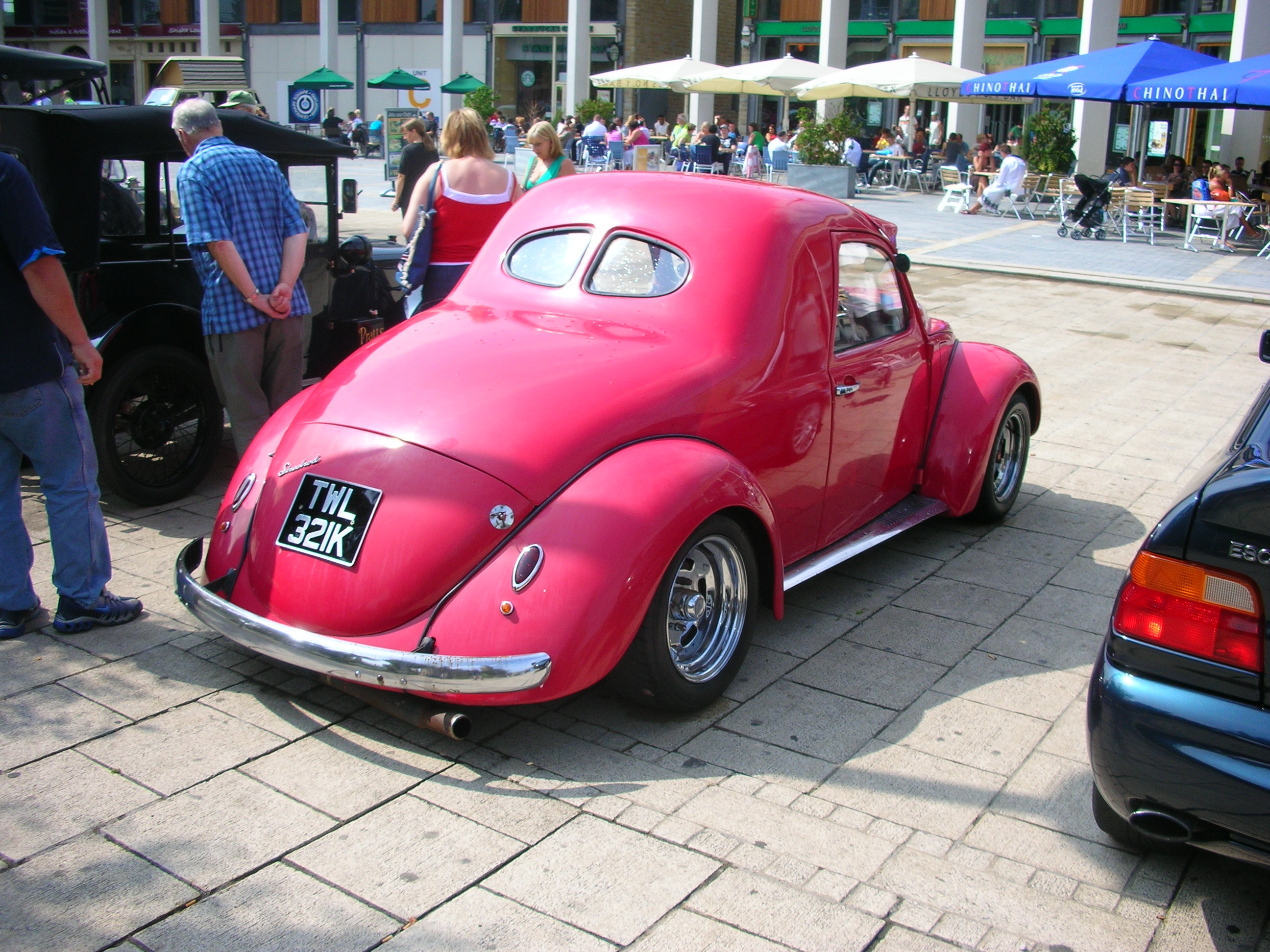
Zum Coupé umgebauter VW Käfer mit „Brezelfenster“, wie er ab 1986 sehr ähnlich als Ostermann Coupe 40 vermarktet wurde

Der Initiator machte sich im März 1984 selbstständig. Zunächst firmierte er als Einzelkaufmann unter Speedster Ostermann; bis 1986 war der Betrieb im Koburger Weg 7a in Münster in Westfalen ansässig. Erstes und zunächst einziges Modell war der offene zweisitzige Ostermann Speedster auf Basis des VW Käfer. Zum Folgejahr wechselte der Betrieb zum Jagdgrund 1 in Ibbenbüren im nordrhein-westfälischen Kreis Steinfurt. Inzwischen war das geschlossene zweisitzige Modell Ostermann Coupe 40 auf gleicher Basis neu hinzugekommen.
Im Herbst 1987 war Ostermann zusammen mit dem Unternehmen Speedster Cabrio Design aus Fuldabrück bei Kassel mit einem gemeinsamen Stand auf der Internationalen Automobil-Ausstellung (IAA) in Frankfurt am Main vertreten, der damals weltgrößten Automobilmesse. Dort hatte der Ostermann GR-California, ebenfalls ein offener Zweisitzer auf Käfer-Basis, mit Anklängen an das VW Karmann-Ghia Cabriolet (Typ 14) seine Premiere; er ergänzte fortan als drittes Modell das Ostermann-Angebot. Neben dem Hersteller selbst übernahm das Partnerunternehmen aus Fuldabrück ab 1987 den Aufbau von Ostermann-Komplettfahrzeugen, speziell des GR-California. Letzterer wurde auch auf der Essen Motor Show 1988 präsentiert, dort von der Firma Holger Ostermann. Zeitweilig, zumindest bis 1991, bot Ostermann ergänzend neue VW Käfer aus ausländischen Volkswagen-Werken an, nachdem das Wolfsburger Unternehmen selbst deren Import und Vermarktung in Europa 1985 beendet hatte; ferner gehörte eine breite Auswahl an Autorädern zum Angebot.
Zum Modelljahr 1990 begann Ostermann eine noch engere Partnerschaft mit Speedster Cabrio Design. Dadurch erweiterte sich das Angebot um das letztlich kurzlebige, offenbar nur 1989/90 erhältliche Modell Ostermann Arrow Coupé auf Basis des VW Golf. Ab 1990 war der Unternehmenssitz in der Giesbert-Bergerhoff-Straße 58 in Osnabrück – gelegen in der Siedlung Atterfeld im Stadtteil Atter – in Niedersachsen. Statt des Arrow-Coupés rückten zum Modelljahr 1991 zwei offene, schlicht Ostermann Cabrio genannte Golf-Varianten in das Lieferprogramm, einerseits auf Basis des VW Golf I, andererseits auf Basis des Golf II.
Für 1992 änderten sich die Rechtsform und die Firmierung: Aus dem Einzelunternehmen wurde eine Gesellschaft mit beschränkter Haftung nach deutschem Recht, aus Speedster Ostermann wurde die Ostermann GmbH; zugleich wurden nur noch Bausätze ausdrücklich genannt. Ab 1993 wurden lediglich die drei bisherigen Modelle auf Käfer-Basis erwähnt. Zum Modelljahr 1994 wechselten Firmensitz und Produktion an die Alte Pyer Schule 2 in Osnabrück im Stadtteil Pye. Für 1993/94 finden sich zudem erste externe Erwähnungen für ein aufwendiges Motortuning von Vierzylinder-Boxermotoren, die auf bis zu 2,3 Liter Hubraum und eine Leistung bis zu 150 PS (110 kW) gesteigert werden konnten; schon 1991 führte das Unternehmen getunte Käfer-Motoren in seinen jährlich erscheinenden Katalogen. Schließlich kamen 1993 noch Umbauten von Trabant-601-Limousinen zu viersitzigen Cabriolets hinzu, die fortan den Tätigkeitsschwerpunkt bildeten.
Online war Ostermann mit der Website www.ostermann-cabrios.de aktiv, die zuletzt 2014 aktualisiert wurde, inzwischen allerdings offline ist. Gegen Ende wandelte Holger Ostermann die GmbH in eine (haftungsbeschränkte) Unternehmergesellschaft (UG) um, nunmehr unter der Adresse Alfred-Delp-Str. 105 in Osnabrück im Stadtteil Wüste. Zuletzt führte Sabine Ostermann das Unternehmen; es finden sich jedoch keine Anhaltspunkte dafür, dass die Fertigung eigener Automobile unter ihr noch fortgesetzt wurde. Wann die Produktion endete, ist unklar; letzte Belege existieren für 2013.
Es besteht keine Verbindung der hier behandelten Automarke Ostermann zu dem Unternehmen Cabrio-Design Ostermann-Germer (kurz: nur Ostermann-Germer oder Ostermann) aus Kürten-Dürscheid bzw. Overath im Bergischen Land. Dort entstanden in den 1980er- und 1990er-Jahren unter Ulrich Ostermann-Germer einzelstückweise Cabrio- und Targa-Umbauten auf Basis verschiedener aktueller und älterer Pkw-Modelle der Marken VW, Opel und Ford.
Unklar ist, ob und inwieweit eine Verbindung zu dem Betrieb der Brüder Hartmut und Karl Ostermann aus Rheda bei Bielefeld besteht. Nach mehreren Quellen konstruierten sie zwischen 1953 und 1959 Karosserien für Sonderkraftfahrzeuge von Borgward, Goliath, Tempo und auch dem Volkswagenwerk. Sie sollen Aufbauten für die Kleintransporter von Goliath (GD 750 und/oder Goli) sowie den Tempo Matador entworfen haben, ferner für „Borgward Militär-Kübelwagen“ (offenbar den Borgward B 2000 A/O). Darüber hinaus sollen von 1955 bis Ende 1959 im Auftrag des Volkswagenwerks etwa 300 Spezialkarosserien als Cabrios, Coupés, Behördenfahrzeuge und kleine Lieferwagen, speziell Milchwagen entstanden sein, die auf Chassis des VW Käfer 1200 passten, die „nur selten (je nach Fahrzeug) und auch nur geringfügig modifiziert bzw. verlängert oder verkürzt“ wurden.

### Ostermann in Automobilfachbüchern und -zeitschriften
Ostermann erschien ununterbrochen von 1985/86 bis 1993/94 im Markenregister des Auto Katalogs, herausgegeben von Vereinigte Motor-Verlage, Stuttgart, und ist dort jeweils mit eigenem Textabschnitt, zum Teil ergänzend auch im Abschnitt „Technik im Detail“ aufgeführt, einem der deutschsprachigen Standardwerke der Automobilliteratur. Daneben finden sich Beschreibungen der Marke Ostermann beziehungsweise der Unternehmen und ihrer Fahrzeugmodelle in verschiedenen Fachbüchern, insbesondere in Monografien zum VW Käfer im Speziellen und zur Marke VW im Allgemeinen. Fahrzeugvorstellungen, Testberichte sowie Umbau- und Fahrberichte zu Ostermann-Modellen erschienen in verschiedenen zeitgenössischen Automobilfachzeitschriften, später vereinzelt auch in Oldtimerzeitschriften.

## Modelle

### Auf VW-Käfer-Basis

#### Übersicht über die Modelle

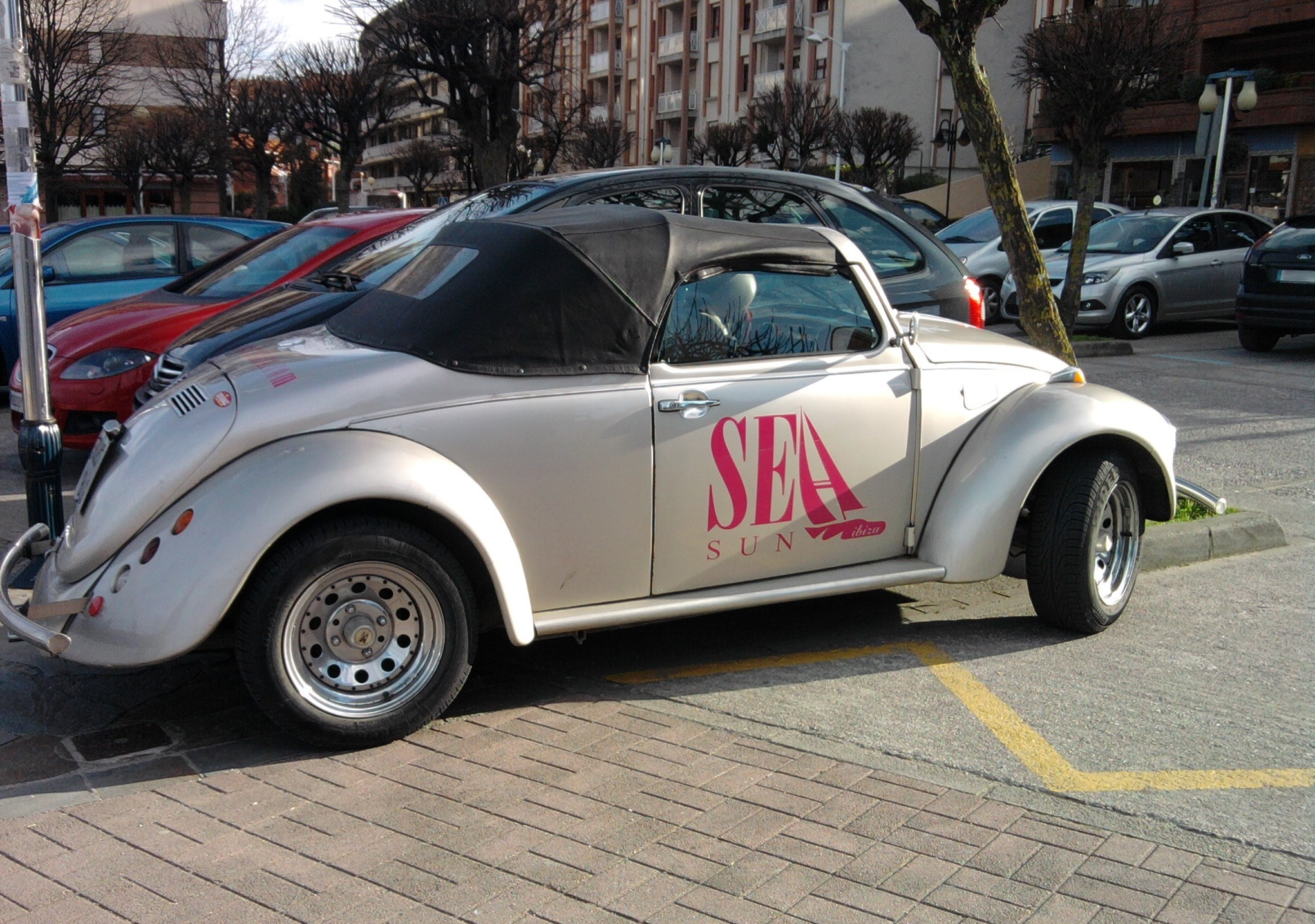
VW Käfer Speedster mit niedrigem Verdeck, modifizierten Kotflügeln und Rückleuchten sowie Sportfelgen und Breitreifen, wie sie auch für den Ostermann Speedster typisch waren

Ostermann Speedster: Er ist ein offener Zweisitzer auf der ungekürzten Basis des VW Käfer, der als „Cabriolet im Stil der vierziger Jahre“ beschrieben wird; seine Vermarktung begann 1984. Kennzeichen sind die niedrige Gestaltung der Front- sowie der beiden Seitenscheiben, das separat zu erwerbende, direkt hinter den beiden Sitzen liegende, weitgehend versenkt eingebaute und knapp geschnittene Notverdeck sowie ein langes, nach hinten rundlich abfallendes Heck. Auf hintere Seitenscheiben wird wegen der Kürze des Innenraums verzichtet. Die Nähe zum Ausgangsmodell bleibt durch käfertypische Merkmale wie die Fronthaube erhalten, ferner durch die Scheinwerfer, die separaten (üblicherweise zumindest hinten verbreiterten) Kotflügel sowie – von hinten – die Form der Motorhaube. Auf Wunsch war ein aufsetzbares Hardtop lieferbar. Formal erinnert der Speedster an das seltene VW-Käfer-Cabriolet von Hebmüller, von dem 1948 bis 1952 im Auftrag des Volkswagenwerks fast siebenhundert Exemplare mit etwas größerem Innenraum als 2+2-Sitzer entstanden. Noch größer ist die formale Nähe zu einem offenen Käfer-Einzelstück, das das Volkswagenwerk 1947 als reinen Zweisitzer mit voll versenkbarem Verdeck für den Oberbefehlshaber von Niedersachsen baute, den britischen Colonel Charles Radclyffe.
Die Modellbezeichnung leitet sich von der gleichnamigen Karosseriebauform ab, einer Sonderform des Roadsters. Sie war insbesondere in den 1920er- und 1930er-Jahren, vor allem in den Vereinigten Staaten bei Marken wie Duesenberg, Auburn und Stutz beliebt; nach dem Zweiten Weltkrieg wurde sie speziell durch den Porsche 356 Speedster ab 1954 weiter bekannt, eine vor allem für die USA bestimmte, besonders sportliche Karosserievariante. Sehr ähnliche Konzepte wie der Ostermann Speedster auf VW-Käfer-Basis verfolgten parallel oder danach deutsche Unternehmen wie Aumann Kit-Cars in Rheine (Speedster ab 1987 bis etwa 1992), die Bieber Cabriolet GmbH in Borken, Frost aus Bretten, Dannert in Wuppertal, Hoffmann in Viersen (seit 1987), Speedster Center Seibt in Augsburg sowie (als Viersitzer) Eller in Oberramstadt und Hammer in Mainz; im Vereinigten Königreich bot Wizard Roadsters ein sehr ähnliches Modell an. In den Vereinigten Staaten stellt BGW Spectre Limited im Bundesstaat Wisconsin, vormals Bug Glass Works (B.G.W.), bereits seit 1977 Käfer-Umbausätze her, speziell den sehr ähnlichen California Speedster.

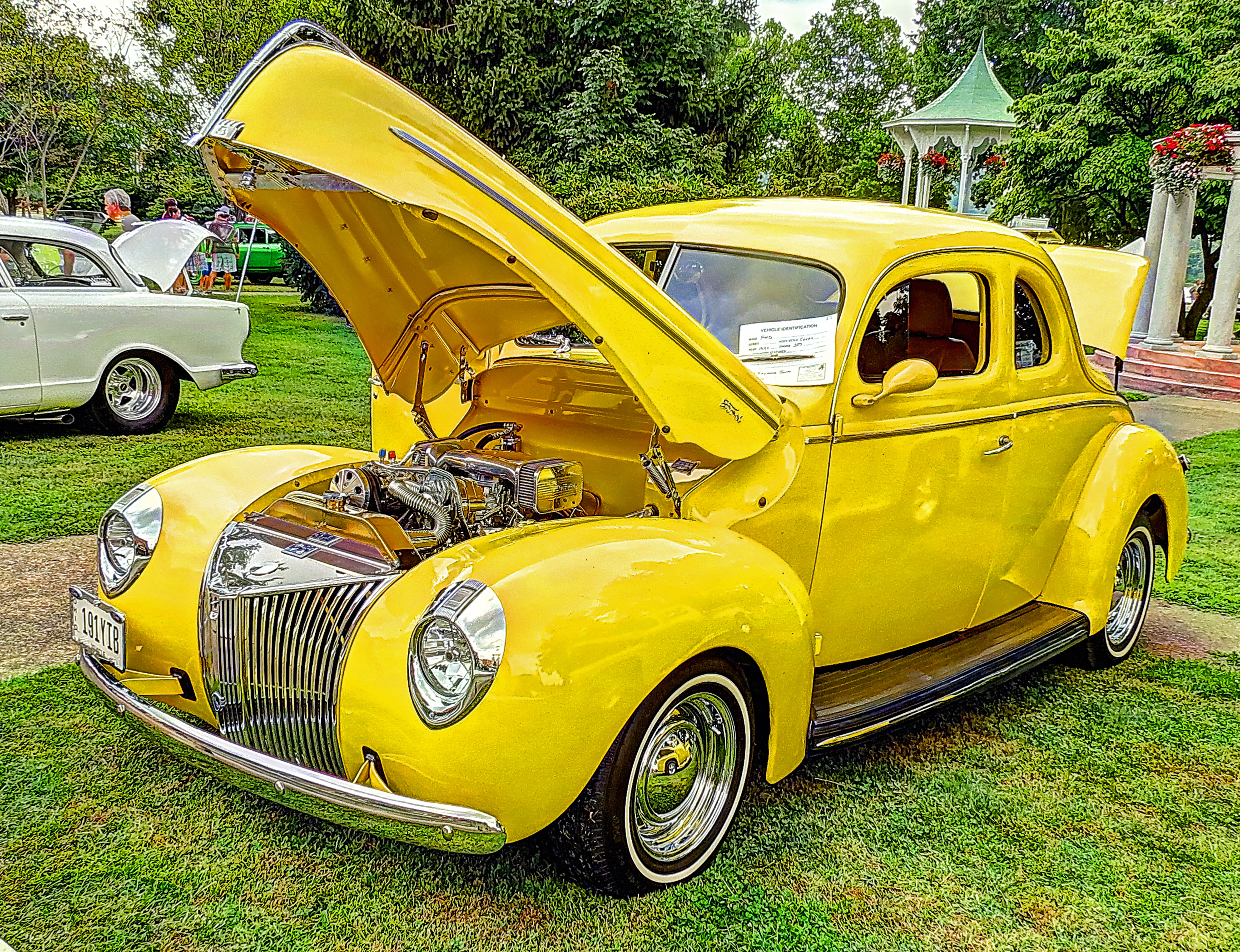
Vorbild für das Ostermann Coupe 40 auf Käfer-Basis: Ford V8 Deluxe Coupé von 1940 als Custom Car

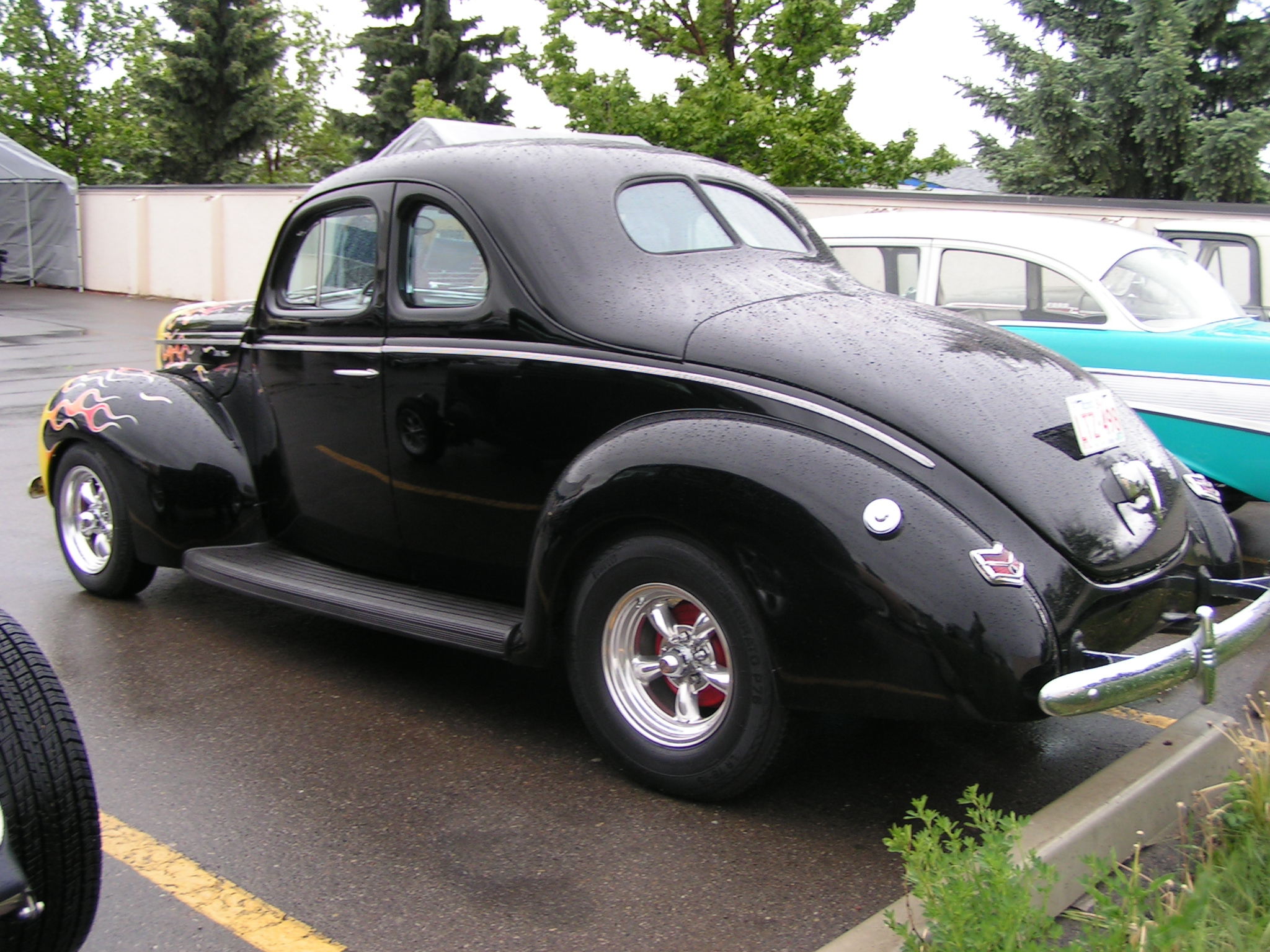
Seitliche Rückansicht eines Ford V8 Deluxe Coupés, Vorbild des Ostermann Coupe 40

Ostermann Coupe 40: Das ab 1986 angebotene Modell ist ein geschlossener Zweisitzer auf der ungekürzten Basis des VW Käfer im US-amerikanischen Hot-Rod-Stil „in Anlehnung an das amerikanische Ford (V8) Coupé von 1940“. Merkmale sind das rundlich gewölbte, kurze, nach hinten stufig abgesetzte Dach mit zweigeteiltem „Brezelfenster“ hinten, wobei die hinteren Dachsäulen direkt an die Türen anschließen, sowie ein langes, nach hinten rundlich abfallendes Heck; auch bei diesem Modell wird wegen der Kürze des Innenraums auf hintere Seitenscheiben verzichtet. Ergänzend zum Umbausatz war eine hohe, nach vorne spitz zulaufende Fronthaube mit nachgebildetem Kühlergrill nach Ford-Vorbild erhältlich („Bullnose“). Scheinwerfer, Kotflügel (hinten meist verbreitert) und – von hinten – die Form der Motorhaube erinnern dagegen weiter an das Ausgangsmodell von VW. Mit speziellen Kotflügeln und tropfenförmigen Scheinwerfern konnte das Ostermann Coupe 40 weiter an das Ford-Vorbild von 1940 angenähert werden.
Ab Werk bot das Volkswagenwerk zwar nie ein Käfer-Coupé im engeren Sinn an; formal erinnert das Ostermann Coupe 40 jedoch an frühe Einzelstücke unabhängiger Karosseriebauer, insbesondere an zwei Coupés, die 1947 in der Wolfsburger Werkstatt von Heinrich Schwen unter anderem von Karl Meier, dem späteren Gründer von Kamei, aufgebaut wurden, ferner an je ein Coupé-Einzelstück der Unternehmen Hebmüller (um 1949) und Stoll (1952). Diese hatten allerdings etwas längere Innenräume und jeweils zusätzliche kleine hintere Seitenscheiben; lediglich von Hebmüller ist auch eine Entwurfszeichnung für ein Käfer-Coupé ohne hintere Seitenscheiben überliefert. Einzelne Quellen erwähnen darüber hinaus ein VW Käfer Coupé Royal, konstruiert von den Brüdern Ostermann aus Rheda; von diesem sollen zwischen 1955 und Ende 1959 dreißig Exemplare gebaut worden sein, von denen eines sogar nach Algerien exportiert worden sein soll. Ein Charakteristikum dieser Coupés ist – wie auch beim Ostermann Coupe 40 ab 1986 – der Mittelsteg der zweigeteilten Heckscheibe („Brezelfenster“), ein Merkmal, das VW bei den Käfer-Limousinen bereits im März 1953 aufgegeben hatte.
Mit dem kurzen Innenraum und den fehlenden hinteren Seitenscheiben lehnt sich das Design des Ostermann Coupe 40 an die sogenannten „Three-Window-Coupés“ des Ford-Konzerns aus den 1930er-Jahren an (Verzicht auf hintere Seitenscheiben, somit nur drei Scheiben – je eine in den Türen rechts und links sowie die Heckscheibe – neben der obligatorischen Windschutzscheibe). Zudem weisen besonders die Ford-Modelle ab 1937 äußerliche Ähnlichkeiten mit dem VW Käfer auf, so durch die runderen, aerodynamisch günstigeren Karosserien, die abgerundeten abgesetzten Kotflügel und in die Front integrierte Scheinwerfer. Allerdings ist die Kombination aus „Three-Window-Design“ und gestalterischen Merkmalen des Modelljahrs 1940 historisch nicht authentisch: Mit Einführung der moderner gerundeten Modelle von 1937 gab Ford bei den V8-Coupés das „Three-Window-Design“ auf und führte nur noch die sogenannten „Five-Window-Coupés“ (mit hinteren Seitenscheiben) fort. Die vergleichsweise seltenen „Three-Window-Coupés“ aus der Zeit bis 1937 wie auch die folgenden Ford-V8-Modelle der Vorkriegszeit gehören seit den 1950er-Jahren zu den beliebtesten Ausgangsfahrzeugen der US-amerikanischen Custom-Car- und Hot-Rod-Szene. Ab den 1970er-Jahren übertrugen erste Custom-Car- und Hod-Rod-Bauer in den USA diese Linien auf den VW Käfer. In den Vereinigten Staaten stellt BGW Spectre Limited in Wisconsin das sehr ähnliche Opera Coupe (3 Window Split) her, das zusätzlich mit einer von mehreren Fronthauben im Retro-Stil aus eigener Fertigung kombiniert werden kann, darunter eine im Stil des Ford V8 Deluxe von 1940. Im Vereinigten Königreich boten nacheinander ab 1981 die Unternehmen Everyday Vehicles, Rodshop und Wizard of Rods beziehungsweise Wizard Roadsters mit dem Super Coupé ein sehr ähnliches Modell an, allerdings mit der nachgebildeten Fronthaube samt Kühlergrill des Willys Speedway Coupés von 1940.

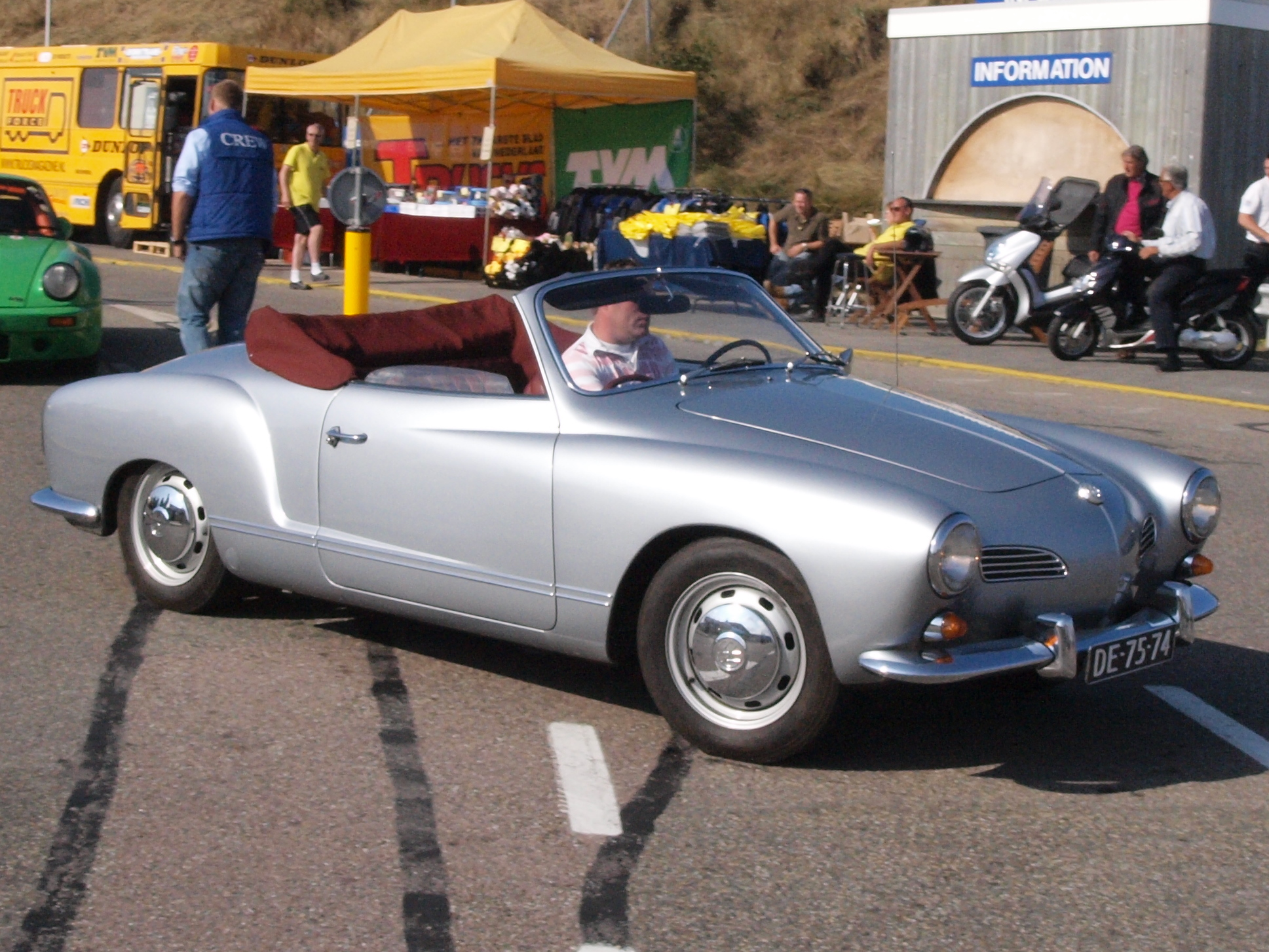
VW Karmann-Ghia Cabriolet (Typ 14), das Vorbild für den Ostermann GR-California

Ostermann GR-California: Das ab November 1987 vermarktete Modell ist ein offener Zweisitzer auf der ungekürzten Basis des VW Käfer, der sich an den Linien des von 1957 bis 1974 gebauten VW Karmann-Ghia Cabriolet (Typ 14) orientiert, jedoch deutlich flacher ist. Seine Karosserie besteht vollständig aus glasfaserverstärktem Kunststoff, er verwendet also keine Stahlblech-Karosserieteile des VW Käfer weiter. Nach Herstellerangabe war er nicht als Kopie des Vorbildes zu verstehen, sondern als „eigenständiger, neu modellierter Sportwagen“ mit anderen Maßen und Detaillösungen.
Unterschiede zum Karmann-Ghia sind insbesondere die speziell hinten deutlich breiteren Kotflügel (um Breitreifen auf Sportfelgen nutzen zu können), die tiefere Montage der Karosserie auf dem VW-Chassis als beim Vorbild, weniger tief ausgeschnittene Türen sowie eine durchgängige Front ohne zu öffnende Haube und damit ohne vorderen Kofferraum. Damit setzte Ostermann mehrere Modifikationen des Hot Roddings um: Das Lowering (Absenken der Karosserie), hier allerdings ohne aufwendige Eingriffe in eine Metallkarosserie oder das Fahrwerk; das Cleaning (Reduzierung des Chromzierrats, Glätten der Karosserie, Beseitigen von Fugen) und den California Look (besonders sportliches Erscheinungsbild ohne herkömmliche Stoßstangen mit auffälligem Lack und heller Inneneinrichtung). Die weniger tief ausgeschnittenen Türen und die fehlende Fronthaube resultieren direkt aus dem Absenken der Karosserie: Die gewohnten Lüftungs- und Heizkanäle, die außen am Käferchassis liegen, würden die regulär tiefen Türausschnitte beeinträchtigen; unter der niedrigeren Front verbleibt nur Raum für den Kraftstofftank, so dass eine große Haube entbehrlich ist. Beides erhöht zugleich die Stabilität und Verwindungssteifigkeit der GFK-Karosserie.
Die Modellbezeichnung GR-California leitet sich beim englisch ausgesprochenen „GR“ lautmalerisch von ['dʒia] ab, der in den USA weit verbreiteten, an sich jedoch falschen Aussprache von „Ghia“, zumal dieser Name aus markenrechtlichen Gründen umgangen werden musste, ferner vom „California Look“ beziehungsweise dem Bundesstaat Kalifornien als Ausgangspunkt des Customizings. Das Modell konkurrierte mit dem Rudolph Classic Roadster des Unternehmens Rudolph Perfect Roadster aus Mechernich, einem optisch deutlich enger am Vorbild ausgerichteten Nachbau des Karmann-Ghia-Cabrios, ebenfalls mit Karosserie aus GFK auf einem Käferchassis. Nach einer Quelle war der GR-California ab dem Modelljahr 1992 nur noch für den Export bestimmt. Eine andere Quelle gibt an, dass die Herstellung bereits 1990 eingestellt wurde. Hiernach sollen insgesamt etwa einhundert Bausätze verkauft worden sein, davon etwa 65 in die Niederlande; vermutet wird, dass letztlich etwa 75 Bausätze eine Straßenzulassung erhielten und die übrigen Käufer ihr Vorhaben aufgaben.

#### Technik
Als Basis dieser Ostermann-Modelle dienten VW Käfer-Limousinen, wie sie über Jahrzehnte weltweit millionenfach verkauft worden waren. Noch bis einschließlich 1985 bot sie Volkswagen in der Bundesrepublik Deutschland – parallel zum Nachfolger VW Golf – werksseitig als Neuwagen an, zuletzt als Importmodell aus dem mexikanischen Werk. Im Anschluss übernahmen freie Importeure für mehrere weitere Jahre den Import.
Die technische Basis der Käfer-Limousinen konnte unverändert übernommen werden. Einzelne Quellen nennen Einschränkungen für die Ausgangsfahrzeuge, so die Verwendbarkeit aller Fahrzeuge ab dem Baujahr 1957 oder erst ab dem Baujahr 1959. Nach einzelnen Quellen schied der von 1972 bis 1975 gebaute VW Käfer 1303 (jedenfalls anfänglich) wegen der gewölbten, weiter vorne ansetzenden Windschutzscheibe aus. Im Fall des GR-California war neben dem Käfer 1303 auch der von 1970 bis 1972 gefertigte VW Käfer 1302 wegen des jeweils längeren Vorderwagens und des um zwei Zentimeter längeren Radstands als Basis ausgeschlossen. Statt des Serientriebwerks konnten auf Wunsch – gegebenenfalls mit weiteren technischen Anpassungen – andere luft- oder wassergekühlte Vierzylinder-Boxermotoren von VW oder Porsche verwendet werden, insbesondere hubraum- und leistungsstärkere. Breitere Kotflügel und entsprechende Felgen ermöglichen Breitreifen zu nutzen. Die Komplettfahrzeuge erhielten standardmäßig Reifen der Dimension 195/50 R 15 vorn und 225/50 R 15 hinten; gebräuchlich waren dazu Sportfelgen bis zur Größe 6 × 15 vorne sowie 7 × 15 hinten. Damit entsprach die Rad-/Reifenkombination etwa derjenigen des Porsche 911 Turbo (bis 1977, ehe dort auf 16-Zoll-Räder gewechselt wurde) beziehungsweise war extremer als die Serienbereifung des zeitgenössischen Porsche 911 Carrera.
Die Veränderungen umfassten mehrere Rahmenversteifungen aus Stahl, um eine ausreichende Verwindungsfestigkeit der Plattformrahmen und der neuen Karosserien zu gewährleisten. Bei den Modellen Speedster und Coupe 40 mussten sie eingeschweißt werden, beim GR-California sind sie geschraubt; zusätzliche Metallversteifungen befinden sich in den Windschutzscheibenrahmen. Die Versteifungen sind notwendig, da bei allen drei Modellen das Stahldach der Käfer-Limousinen als stabilisierendes Element entfällt: Beim Coupe 40 wurde der Teil hinter der B-Säule entfernt, beim Speedster auch der vordere nebst Teilen des originalen Windschutzscheibenrahmens und der A-Säulen, beim GR-California gleich der gesamte Stahlblechaufbau. Stattdessen erhielt der Speedster einen neuen Heckaufbau aus glasfaserverstärktem Kunststoff (GFK) einschließlich Motorhaube, einen neuen, kürzeren Frontscheibenrahmen sowie neue Scheiben. Beim Coupe 40 hingegen blieben Türen und Windschutzscheibe unverändert; auch er erhielt einen neuen Heckaufbau aus GFK (einschließlich Motorhaube und Dach samt zweiteiligem Rückfenster), ferner auf Wunsch und gegen Aufpreis eine an den 1940er-Ford angelehnte Fronthaube. Zudem konnten beide Modelle gegen Aufpreis mit unterschiedlichen Kotflügelsätzen weiter modifiziert werden (breitere, geänderte Radausschnitte, veränderte Scheinwerfer- und Rückleuchteneinfassungen). Beim GR-California wurde eine vollständig neue, einteilige GFK-Karosserie aufgesetzt, in die die Türen und die Motorhaube eingepasst wurden.
Für den Umbau in Eigenregie veranschlagte das Unternehmen beim Speedster knapp zwei Wochen.
Ab den frühen 1990er-Jahren bot Ostermann auch getunte Vierzylinder-Boxermotoren an: Der Hubraum konnte auf bis zu 2,3 Liter vergrößert und die Leistung je nach Aufwand und Hubraum auf 60 bis 150 PS (44 bis 110 kW) gesteigert werden. In der höchsten Ausbaustufe kostete ein kompletter neuer Motor 15.000 D-Mark. Erhältlich waren beispielsweise Motoren mit 1,9 Liter Hubraum (Kurbelwelle mit 69 Millimeter Hub) und 95 PS (70 kW) Leistung sowie unterschiedliche Aggregate mit 2,0 Liter Hubraum (Kurbelwellen mit wahlweise 78 oder 84 Millimeter Hub und entsprechend variierenden Zylinderbohrungen); der für den Vierzylinder-Boxermotor maximal zu verwirklichende Hubraum lag bei 2275 Kubikzentimeter.

#### Maße, Gewichte und Fahrleistungen
Die Länge von Speedster und Coupe 40 wurde jeweils mit 4000 Millimeter angegeben; die geringe Reduzierung gegenüber dem Ausgangsmodell ergab sich allein durch teilweise entfernte Stoßstangen. Die Breite beider Modelle wurde jeweils mit 1560 Millimeter angegeben; der Zuwachs um 10 Millimeter gegenüber dem Ausgangsmodell resultiert allein aus breiteren Kotflügeln. Wegen der gekürzten Frontscheibe und dem Fortfall des Stahldaches ist der Speedster nur noch 1340 Millimeter hoch, das Coupe 40 hingegen weiter 1500 Millimeter. Durch die Verwendung vieler Karosserieteile aus Kunststoff statt Stahlblech reduziert sich das Leergewicht beider Modelle jeweils um 60 Kilogramm auf 720 Kilogramm. Beim Coupe 40 verringert sich hierdurch – mit der Basismotorisierung des „Mexiko-Käfers“ mit 34 PS (25 kW) aus 1,2 Liter Hubraum – die Dauer zur Beschleunigung von 0 auf 100 Kilometer pro Stunde nach Werksangabe um eine Sekunde auf 31,0 Sekunden; die Höchstgeschwindigkeit bleibt hingegen unverändert bei 115 Kilometer pro Stunde. Bedingt durch die geringere Stirnfläche verbessert sich die Beschleunigung des Speedsters nach Werksangabe bei gleicher Basismotorisierung auf 29,0 Sekunden und die Höchstgeschwindigkeit auf 120 Kilometer pro Stunde. Die einteilige GFK-Karosserie des GR-California wiegt 100 Kilogramm.

#### Preise
Ein Ostermann Speedster kostete 1986 als Komplettfahrzeug mit Garantie „um die 22.000“ D-Mark, als Bausatz mit Teilen, Bauanleitung und TÜV-Mustergutachten 3.000 Mark. Als Komplettfahrzeug war das Ostermann Coupe 40 im Jahr 1987 ab 19.700 D-Mark erhältlich. Für das Modelljahr 1988 sank der Bausatzpreis für den Speedster auf 2.500 D-Mark; das Coupe 40 kostete als Bausatz 2.000 D-Mark. Der Ostermann GR-California stand 1989 als Komplettfahrzeug für 28.000 D-Mark in den Preislisten sowie als Bausatz für 8.000; zum Bausatz hinzu kam das Verdeck für rund 1.500 D-Mark. Im Modelljahr 1994 kostete der Bausatz für den Speedster einschließlich Verstärkungsteilen, Abdeckungen und Verdeck rund 3.500 D-Mark.

### Auf Basis frontgetriebener Volkswagen

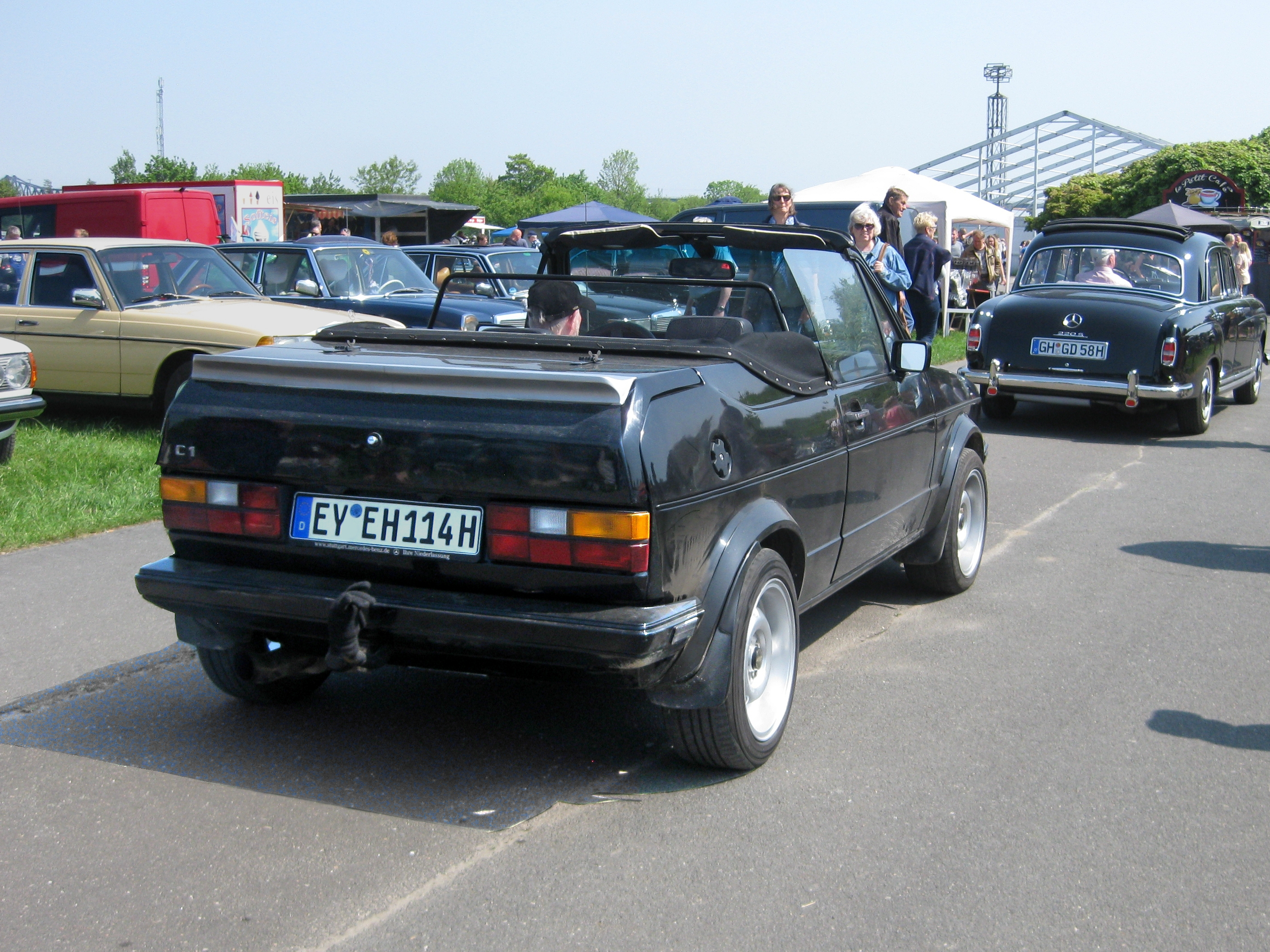
Ein Ostermann Cabrio auf Basis des VW Golf I, erhältlich als Komplettfahrzeug oder Bausatz ab dem Modelljahr 1991: ohne Überrollbügel (zu sehen ist nur der leichte Rahmen eines nachgerüsteten Windschotts) und ohne vollwertige Sitze hinten

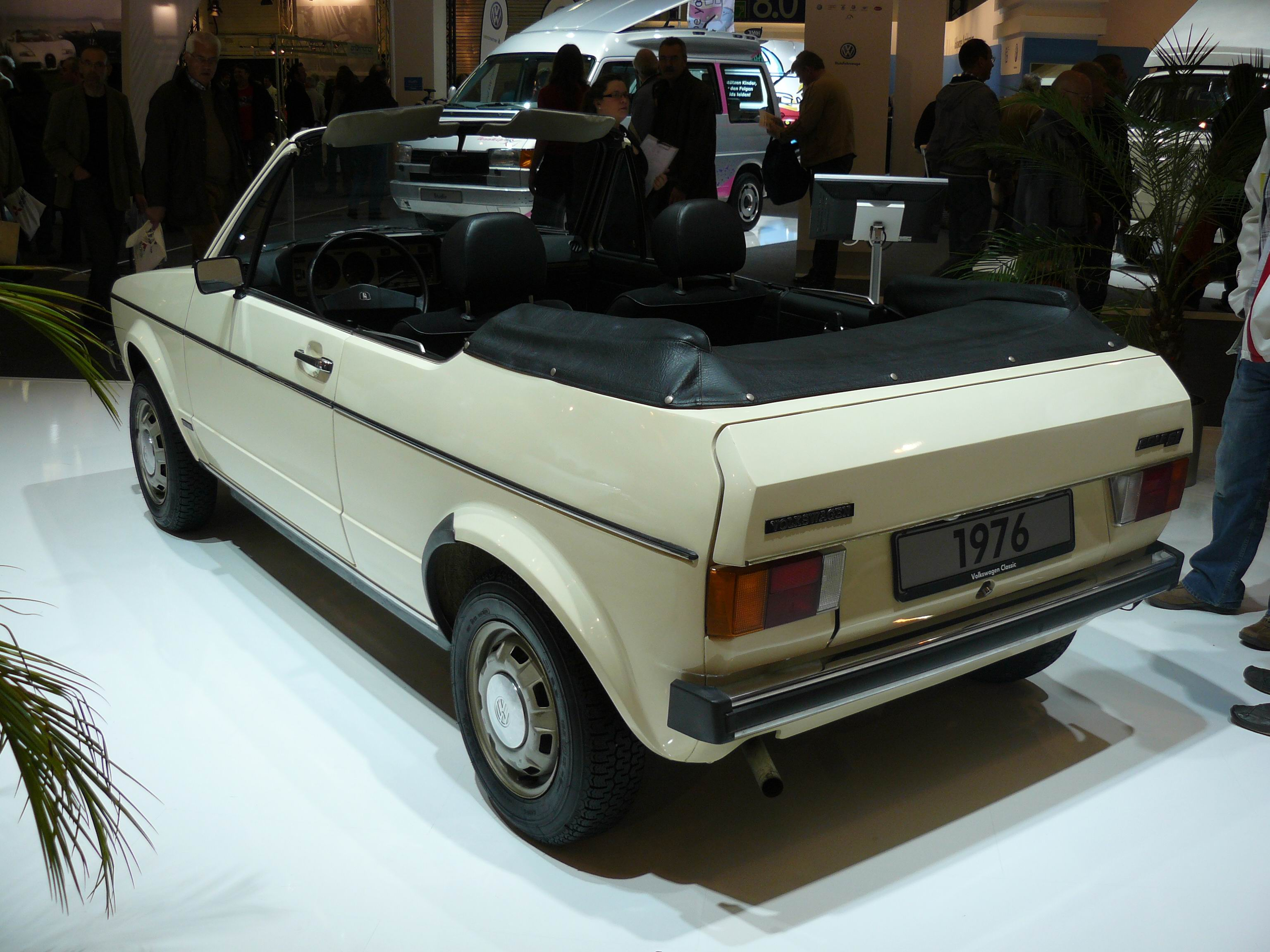
Zum Vergleich: Der Prototyp des bei Karmann in Osnabrück entworfenen und gebauten viersitzigen VW Golf I Cabriolets, noch ohne Überrollbügel …

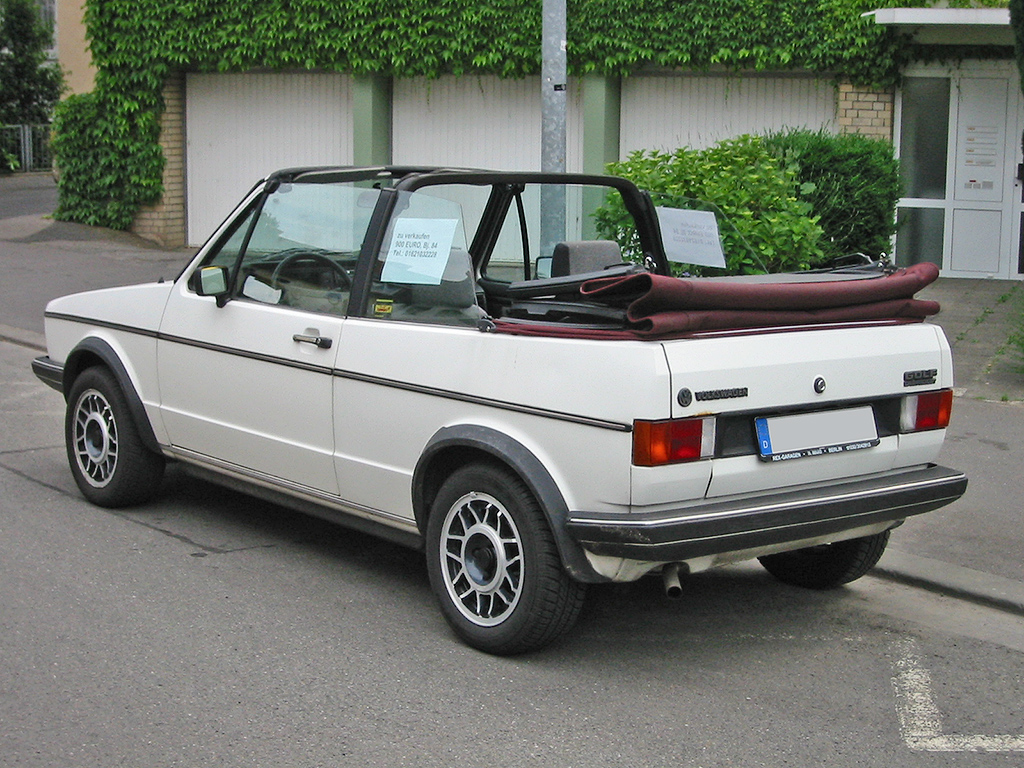
… und die Serienversion mit Überrollbügel und ansteigender Gürtellinie

Ab dem Modelljahr 1990 vertrieb Ostermann auch Komplett- sowie Bausatzfahrzeuge auf Basis frontgetriebener VW-Modelle. Grundlage waren die ersten beiden Generationen des VW Golf. Unzutreffend sind die Angaben in einzelnen Webforen und sonstigen Quellen, wonach Ostermann auch weitere VW-Modelle umgebaut habe, namentlich den VW Scirocco I und Scirocco II zu Cabriolets; dies waren Arbeiten des Unternehmens Cabrio-Design Ostermann-Germer aus Kürten-Dürscheid bzw. Overath.

#### Übersicht über die Modelle
Ostermann Arrow Coupé: Das nur im Modelljahr 1990 angebotene, kaum dokumentierte Modell basiert auf dem VW Golf; der Auto-Katalog beschreibt es als „Kompaktwagen, der optisch einem Pick-up gleicht, aber nur über eine flache Gepäckablage verfügt“. Der Arrow war ein Entwurf des Partnerunternehmens Speedster Cabrio Design. Der Innenraum war zum Zweisitzer verkürzt und die B-Säule zum breiten Bügel umgestaltet, in den auch die beinahe senkrecht stehende Heckscheibe integriert war. Unklar ist, ob es sich beim Arrow um ein herkömmliches Coupé mit geschlossenem Aufbau handelte; ein Werksbild deutet auf einen umfassend modifizierten zweitürigen VW Golf I mit Targadach hin, dessen Dachmittelteil über den Sitzen herausgenommen werden konnte, dem (deutlich flacheren) Porsche 914 ähnlich. Unklar ist ferner, ob das Heck – entsprechend einem Pick-up – eine offene Ladepritsche aufwies, diese abgedeckt war oder es sich um ein konventionelles Stufenheck mit Gepäckklappe handelte. Die seitliche Silhouette erinnert an das Pick-up-Modell VW Caddy I (Typ 14D), jedoch mit etwas längerer Fahrerkabine, dafür deutlich kürzerem Heck.
VW Golf I Ostermann Cabrio: Zum Modelljahr 1991 erschien das Ostermann Cabrio auf Basis des VW Golf I. Im Unterschied zu der bei Karmann gebauten VW-Werksausführung des Golf I Cabriolets kam es ohne störenden Überrollbügel aus; andererseits bot es statt vier vollwertigen Sitzen nur zwei (nebst zwei Notsitzen) und hatte ein dünneres Verdeck statt des hoch bauenden, gefütterten der Werksausführung, ferner ein kurzes, hohes Stufenheck. Eine weitere Besonderheit war die Verdeckgestaltung: Ein knappes Faltverdeck mit Gestänge und Spriegeln für den rückwärtigen Bereich war mit einem Hardtop-Element über den Sitzen verbunden. Zurückgeklappt wurde das Hardtop-Element entweder horizontal als Abdeckung und Sichtschutz über den hinteren (Not-)Sitzen fixiert oder senkrecht dahinter. Um das vergleichsweise hohe hintere Seitenteil optisch zu gliedern und aufzulockern, nutzte Ostermann bei dieser Version Sicken, die die charakteristische untere Fensterlinie der Limousine aufgreifen. Dieses Cabriomodell konkurrierte insbesondere mit dem Umrüstsatz des Unternehmens Bieber aus Borken. Das Ostermann-Konzept ähnelt den ersten, bei Karmann in Osnabrück entworfenen und gebauten Golf-Cabriolets, die noch ohne den Überschlagschutz auskamen.
VW Golf II Ostermann Cabrio: Ebenfalls ab dem Modelljahr 1991 war das Ostermann Cabrio auf Basis des VW Golf II erhältlich. Abgesehen von den abweichenden Abmessungen entsprach es konzeptionell und stilistisch dem Modell auf Golf-I-Basis. Das hohe hintere Seitenteil hatte jedoch nicht die ausgeprägten Sicken des Parallelmodells, sondern weicher geformte Einbuchtungen, korrespondierend zum etwas abgerundeten Grundkörper des Golf II. Das Ostermann Cabrio auf Basis des Golf II füllte insofern eine Marktlücke, weil Volkswagen selbst kein Cabriolet auf Basis dieser Golf-Generation anbot.

#### Technik
Die frontgetriebenen Ostermann-Modelle übernahmen unverändert die Technik des VW Golf I und des Golf II. Dadurch waren auch ungewöhnliche Kombinationen möglich, insbesondere solche, die werksseitig nicht oder nur selten als Golf Cabriolet angeboten wurden (preisgünstige Basismotorisierungen, Varianten mit Automatikgetriebe oder verbrauchssenkendem Formel-E-Paket sowie mit Diesel- oder Turbodieselmotor). Beliebt waren insbesondere die leistungsstarken GTI-Varianten. Um die Verwindungssteifigkeit zu erhalten, die durch das Abtrennen des Stahldaches verringert wurde, mussten wiederum Stahlrohre eingeschweißt und der Windschutzscheibenrahmen verstärkt werden.

### Auf Trabant-Basis

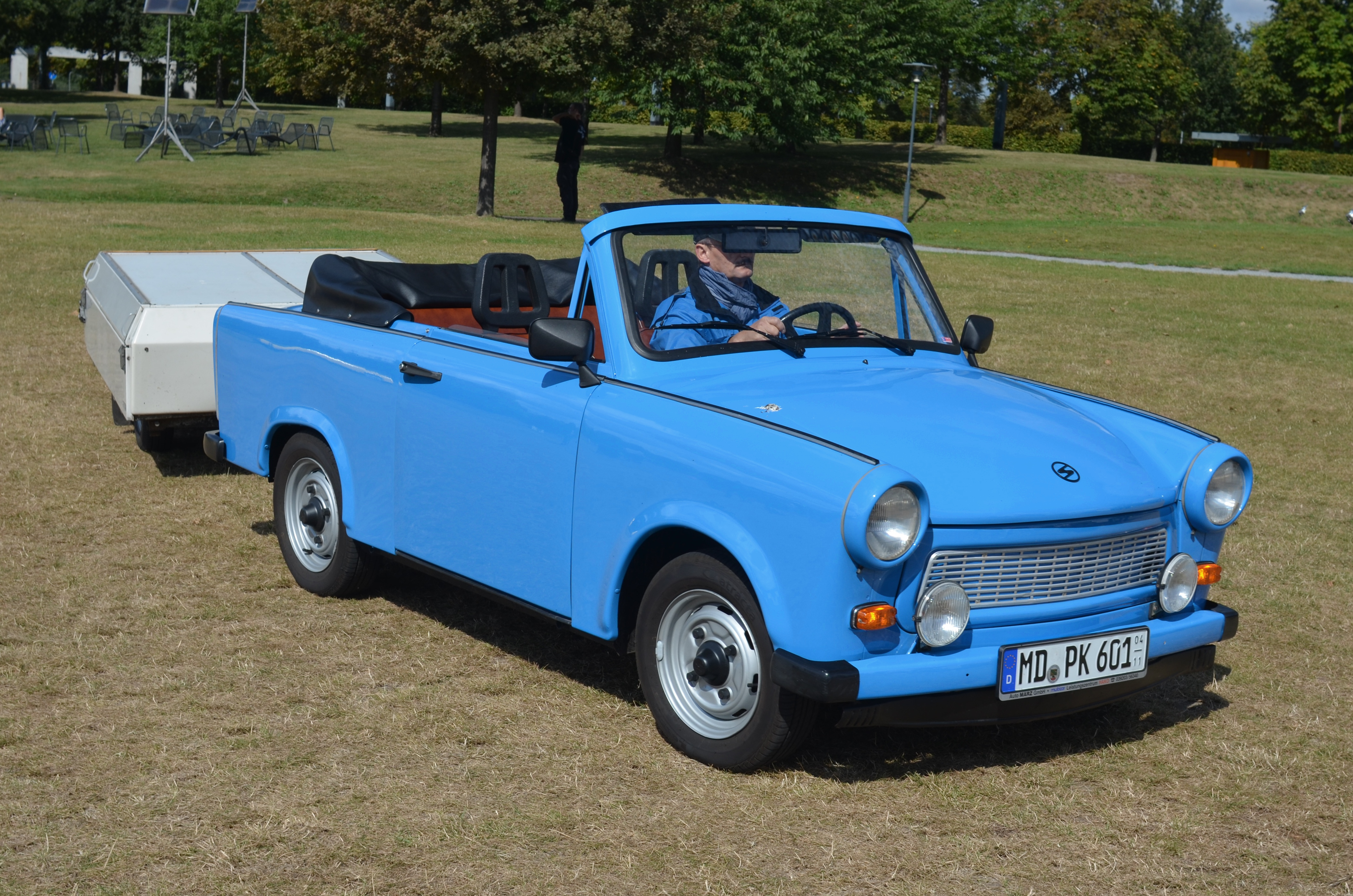
Trabant 601 Ostermann Cabrio: Ab 1993 bot Ostermann Cabrio-Umbausätze für den Trabant an

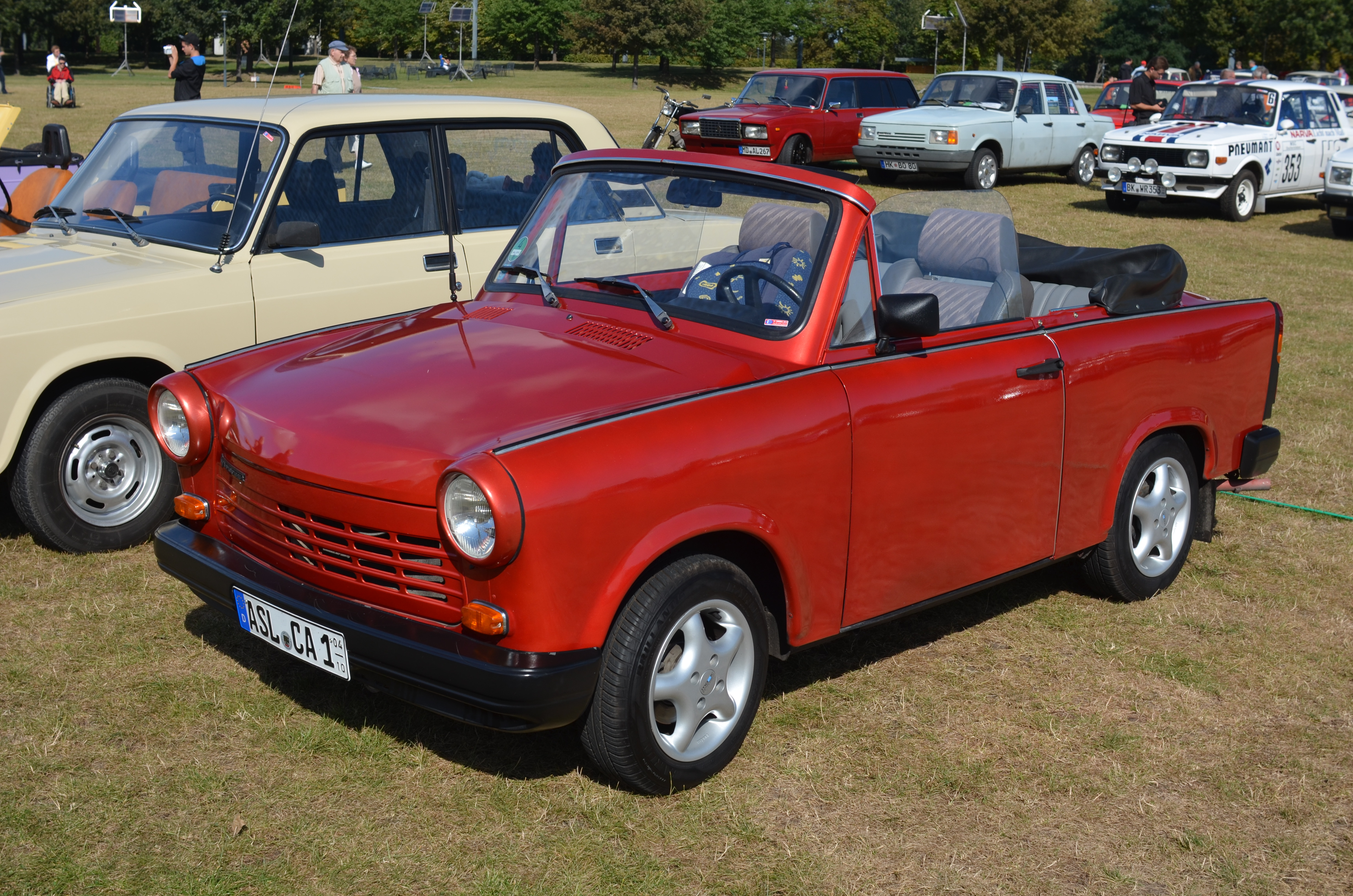
Trabant 1.1 Ostermann Cabrio, ein umgebautes Viertaktmodell aus der Endzeit der Trabant-Produktion

Trabant Ostermann Cabrio: Ab 1993 bot Ostermann ergänzend Umbausätze an, mit denen Trabant-Limousinen zu Cabriolets umgerüstet werden konnten. Zu dieser Zeit bot das Osnabrücker Unternehmen selbst schon keine Komplettfahrzeuge mehr an; jedoch gab es, sofern der Kunde den Umbau nicht selbst vornehmen wollte, unabhängige Werkstätten, die dies im Kundenauftrag übernahmen. Der Umbausatz kostete 1090 Euro (anfänglich etwa 2200 DM) und umfasste einen vorbereiteten Gitterrahmen, der im Bereich der Türschweller und der Hinterachse auf den Plattformrahmen geschweißt werden musste, ferner das Verdeckgestänge und die -haut sowie eine Bauanleitung nebst Mustergutachten. Für den Umbau veranschlagte Ostermann abhängig vom Geschick des Käufers und dem Zustand des gebrauchten Ausgangsfahrzeugs etwa ein Wochenende. Allein von diesem Modell verkaufte Ostermann zwischen 1993 und 2013 nach eigenen Angaben etwa 1000 Fahrzeugbausätze. Hauptabsatzmarkt waren die alten und neuen Bundesländer, es gab jedoch auch Exporte nach Ungarn, in die Niederlande sowie nach Frankreich und Italien. Die Motive für den Umbau waren vielfältig: In der Zeit nach der Wende und friedlichen Revolution in der DDR war speziell in Ostdeutschland der Wunsch zum Offenfahren groß, andere versprachen sich eine deutliche Wertsteigerung ihrer Fahrzeuge oder nutzten, speziell in Westdeutschland, den Werbeeffekt, ehe der Gedanke der Nostalgie und Ostalgie in den Vordergrund rückte.
Die Technik der Ausgangsfahrzeuge konnte unverändert übernommen werden. Neben dem Trabant 601 mit Zweitaktmotor konnte auch der – von den VEB Sachsenring Automobilwerken Zwickau nur 1990 und 1991 angebotene – Trabant 1.1 mit Viertaktmotor umgerüstet werden. Charakteristisch für das Trabant Ostermann Cabrio sind ein Verdeck, in das hintere Seitenscheiben aus einfachem PVC-Kunststoff eingearbeitet sind, sowie – wie bei den offenen Käfer- und Golf-basierten Modellen – der Verzicht auf einen Überrollbügel. Das Cabriolet von Ostermann konkurrierte mit dem Umbausatz des Unternehmens Rudolf Döge aus Oelzschau (Rötha), das jedoch aus Stabilitätsgründen einen Überrollbügel nutzt und bei dem ein kleines Stück des Daches am Windschutzscheibenrahmen erhalten bleibt. Ein anderes Cabrio-Konzept für den Trabant verfolgte dagegen versuchsweise die FES GmbH Fahrzeugentwicklung Sachsen 1992: Das Unternehmen, das aus der Entwicklungsabteilung von Sachsenring hervorgegangen war, entwickelte einen Aufbau als Cabriolimousine mit feststehenden Fensterrahmen und fortbestehenden B-Säulen. Als offenes Modell erinnert das Trabant Ostermann Cabrio zudem an die seltenen offenen Werksausführungen, namentlich die 1966 erschienen Bauformen „Kübel“ für die Armee (Typ P 601 A) und für die Forstverwaltung (Typ P 601 F) sowie den zivilen, ab 1978 für den Export produzierten Strandwagen Tramp; im Vergleich zu diesen bietet die Ostermann-Version jedoch den besseren Wetterschutz, weil die originalen Türen erhalten bleiben und das Verdeck besser schließt.

## Trivia
Der Protagonist im Roman Wolf im Schafspelz von Reiner Knebel fährt einen Ostermann Speedster. Im Kapitel „Handgefertigte Käferfreuden“ schildert der Ich-Erzähler auf den Seiten 31 bis 35 in einem Rückblick auf 1986, wie er das Ausgangsfahrzeug sowie den Speedster-Bausatz erworben und das Auto eigenhändig aufgebaut hat.
Ein Ostermann Coupe 40 mit Bild und technischen Daten ist als Spielkarte 5D Teil des Quartett-Kartenspiels „Fun & Drive“ von F.X. Schmid aus dem Jahr 1993.